# Амонд (Њујорк)
Амонд (енгл. Almond) град је у америчкој савезној држави Њујорк.

## Демографија
По попису из 2010. године број становника је 466, што је 5 (1,1%) становника више него 2000. године.
| Група             | 2000.       | 2010.       |
| Белци             | 449 (97,4%) | 450 (96,6%) |
| Афроамериканци    | 0 (0,0%)    | 0 (0,0%)    |
| Азијати           | 4 (0,9%)    | 3 (0,6%)    |
| Хиспаноамериканци | 4 (0,9%)    | 7 (1,5%)    |
| Укупно            | 461         | 466         |